# Castianeira alata
Castianeira alata är en spindelart som beskrevs av Muma 1945. Castianeira alata ingår i släktet Castianeira och familjen flinkspindlar. Inga underarter finns listade.